# سیارک ۵۷۹
سیارک ۵۷۹ (به انگلیسی: 579 Sidonia، نامگذاری:1905SD) پانصد و هفتاد و نهمین سیارک کشف شده‌است که در ۳ نوامبر ۱۹۰۵ و در هایدلبرگ کشف شد.
قدر مطلق سیارک برابر ۷٫۸۵ است.